# Puakenikeni
Puakenikeni, (wymowa: Puła-kini-kini) – trzeci singel wydany przez Nicole Scherzinger na jej pierwszy solowy album Her Name Is Nicole. Utwór swój debiut miał w lutym 2008 r. na liście Bulgaria Singles Top 40 zajmując miejsce 34. Piosenka wyprodukowana i napisana była przez Akona i jamajski duet Brick & Lace, które śpiewają razem z Nicole. Piosenka miała być czwartym singlem jednak później przemianowano go na trzeci.

## Szczegóły utworu
Nazwa piosenki pochodzi od żółto-białych kwiatów rosnącej na Hawajach rośliny puakenikeni (Fagraea baeteroana).

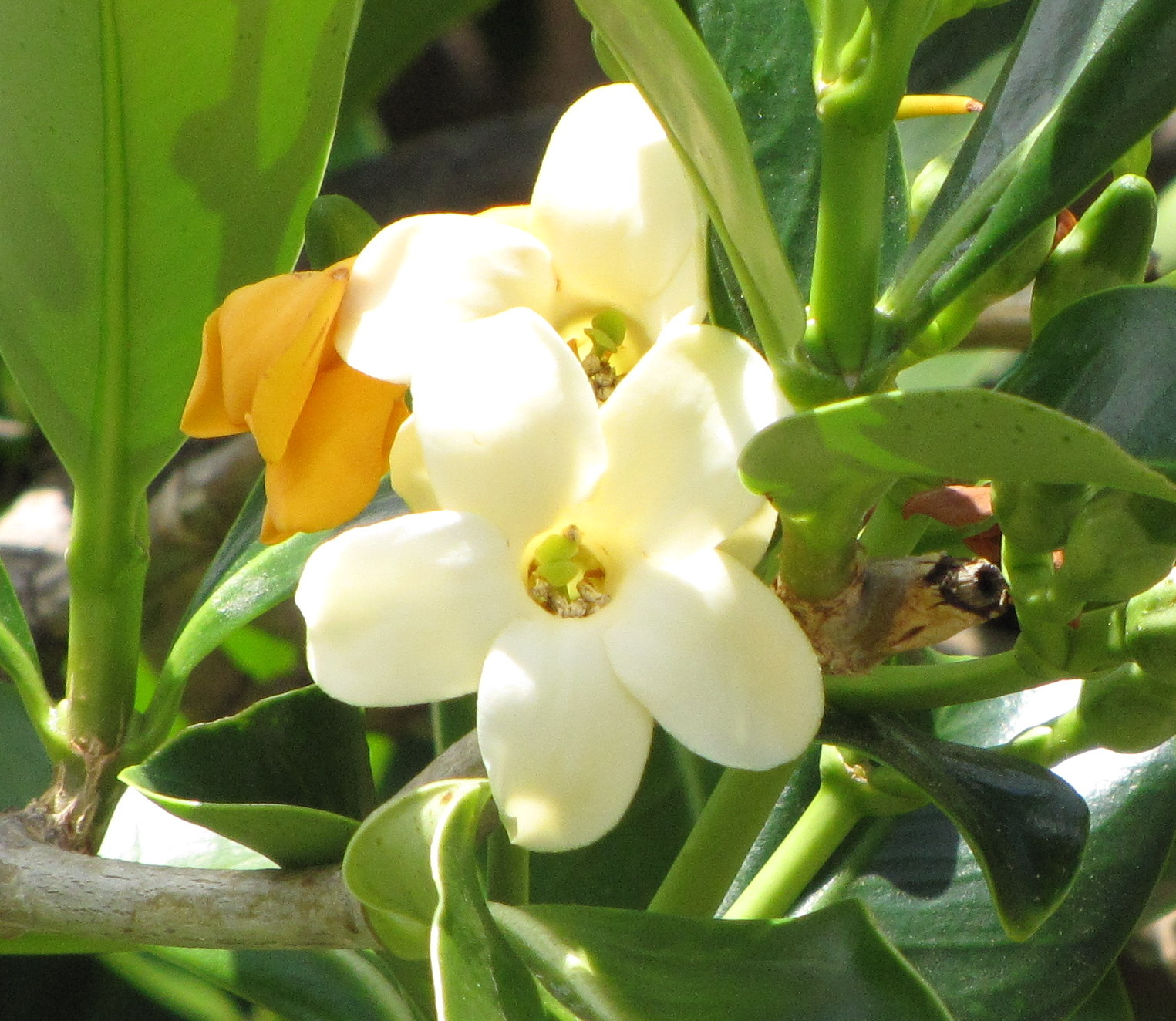
Kwiat Puakenikeni

## Lista przebojów
| Lista przebojów (2008)  | Pozycja |
| ----------------------- | ------- |
| Bulgaria Singles Top 40 | 24      |